# Tàu bay

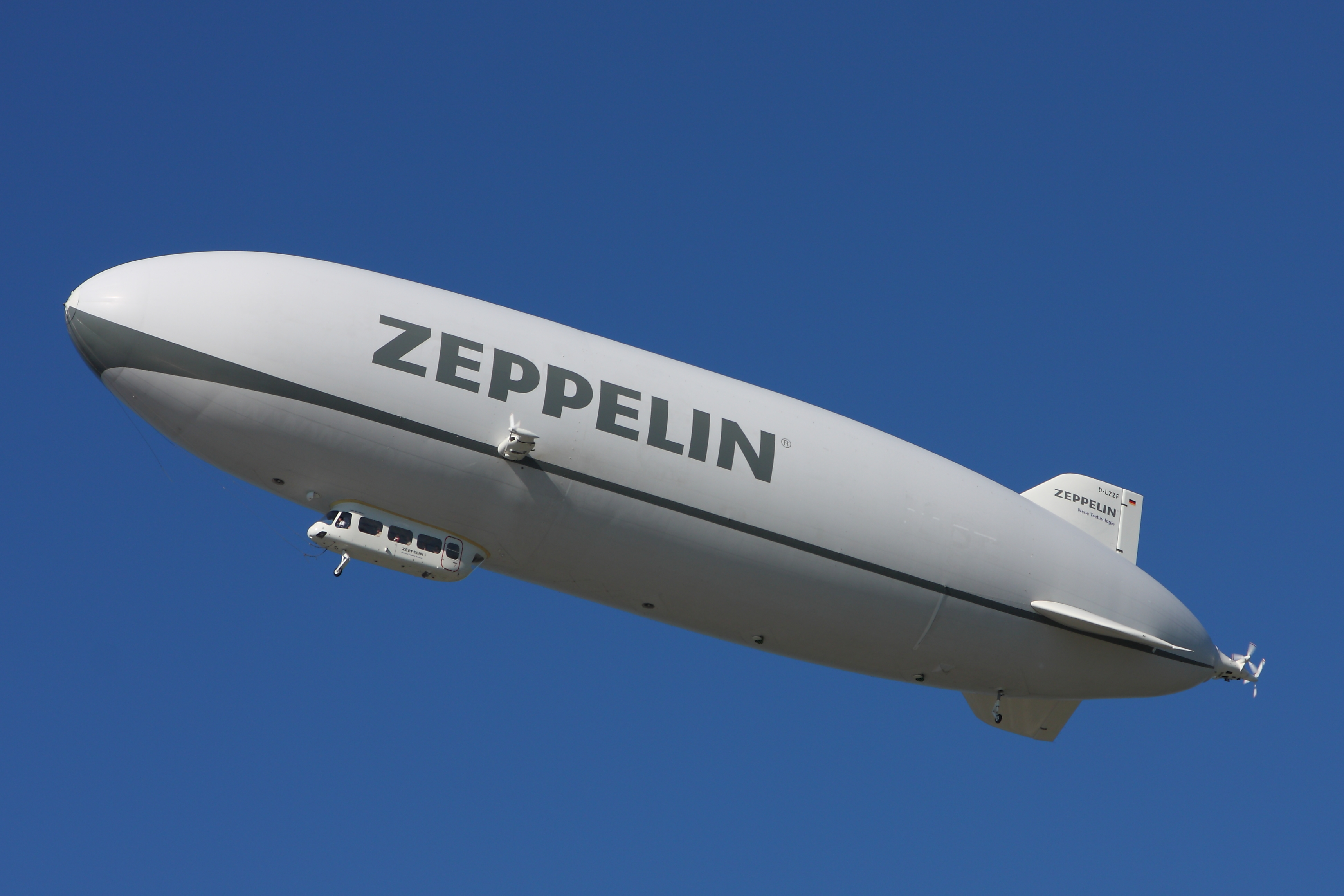
Một chiếc khinh khí cầu hiện đại, Zeppelin NT D-LZZF năm 2010

Tàu bay là loại khí cầu có thể lái được trong không trung. Khí cầu được đưa lên cao nhờ những túi khí chứa đầy loại khí nhẹ hơn không khí xung quanh.